# 팀 리퀴드
팀 리퀴드(Team Liquid)는 빅토르 구센과 조이 후게벤이 설립한 종합 프로게임단이자 뉴스 매체 겸 커뮤니티 사이트이며 현재 리그 오브 레전드를 비롯해 총 16개의 종목을 운영하고 있다.

## 역사
2001년 5월 1일, teamliquid.cjb.net. 이란 도메인으로 빅토르 구젠 ("Liquid`Nazgul")과 조이 후게벤 ("Liquid`Meat")이 설립했다. 2002년 9월 22일, 사이트 개편 알림 공지와 함께 현재 도메인인 teamliquid.net으로 이동. 다음 날 투표를 통해 사이트 이름을 likwit.com 등을 제치고 현재의 이름인 Team Liquid로 정하며 현재까지 이어져 내려오고 있다.

## 팀 리퀴드 스타크래프트 II 리그
팀 리퀴드 스타크래프트 II 리그(TSL)는 스타크래프트 II 종목의 세계 대회이다. 팀 리퀴드가 주최하며, PokerStrategy.com이 후원한다.

## 주요 성적
- 2012년 IPL Team Arena Challenge 3 준우승
- 2013년 Acer TeamStory Cup 4위